# Steliano Filip
Steliano Filip (n. 15 mai 1994, Buzău, România) este un fotbalist român, care joacă pe post de mijlocaș lateral la Mezőkövesd-Zsóry SE⁠(d) în Nemzeti Bajnokság II. Pe plan internațional, are prezențe la națională pentru România Sub-17, România Sub-19, România Sub-21 și România.
Acesta și-a început cariera ca mijlocaș lateral, însă evoluează acum mai mult pe postul de fundaș stânga.

## Carieră
Filip și-a început cariera la LPS Banatul, în Timișoara. În 2011, a semnat un contract cu FCMU Baia Mare, deși Poli Timișoara a dorit să rămână în oraș. El a impresionat la Baia Mare și a intrat în atenția mai multor cluburi din Europa, printre care Dinamo Zagreb, Getafe CF sau Juventus Torino.
În vara anului 2012, Filip s-a transferat la Dinamo București, cu care a semnat pe cinci ani. A marcat primul său gol într-un amical cu SK Klagenfurt. A debutat în Liga I pe 26 august 2012, într-un meci împotriva echipei Petrolul Ploiești.
A părăsit pe Dinamo în 2018, ajungând la Hajduk Split. In Croatia a reusit sa joace doar 10 meciuri in care nu sa regasit asa ca a fost cedat la Dunarea Calarasi care era noua promovata a sezonului 2018-2019 , dar echipa a retrogradat si a fost nevoit sa isi caute echipa asa ca Gheorghe Hagi l-a semnat la Viitorul unde a reusit sa joace 12 meciuri . Dupa aceeasta experienta acesta a plecat gratis la Larissa in Grecia unde a rezistat doar un an . În multe cazuri a spus ca este dinamovist adevarat asa ca a acceptat oferta din ianuarie 2021 de la Dinamo chiar daca Cainii rosi nu se afla la acelasi nivel ca in anii trecuti , semnand cu ei un contract de 2 ani si jumatate .

## Viața personală
În 2018 , a fost un scandal de proporții in Croația unde Filip si încă doi coechiperi au fost filmati cum la o petrecere jucătorii consumă alcool, fumează și joacă poker. Este de religie penticostal.

## International career
Filip a debutat pentru România U-17 pe 24 martie 2011 într-un joc împotriva Islandei U-17. A jucat cu echipa sub 17 ani la Campionatul European de Fotbal UEFA sub 17 ani din 2011.
Primul său joc pentru echipa națională sub 21 a fost jucat în august 2013, împotriva Ciprului.
A debutat pentru echipa națională la 17 noiembrie 2015, într-un joc amical împotriva Italiei, disputat la Bologna . 
În anul 2016, a ajuns la cel mai mare nivel fiind convocat si la Euro 2016 unde a jucat un meci cu Elveția în care s-a descurcat la un nivel mediu.